# Parks and Recreation
Parks and Recreation (hay còn được biết là Parks and Rec) là một loạt phim truyền hình hài kịch tình huống châm biếm chính trị theo dạng phim tài liệu châm biến của Mỹ được tạo ra bởi Greg Daniels và Michael Schur. Chương trình được phát sóng trên NBC từ ngày 9 tháng 4 năm 2009 đến ngày 24 tháng 2 năm 2015, với 125 tập và bảy mùa. Một tập tái hợp đặc biệt được phát sóng vào ngày 30 tháng 4 năm 2020. Loạt phim có sự tham gia của Amy Poehler trong vai Leslie Knope, một quan chức cấp trung vui vẻ ở Sở Công viên và Giải trí Pawnee, một thị trấn hư cấu ở Indiana. Dàn diễn viên phụ có Rashida Jones trong vai Ann Perkins, Paul Schneider trong vai Mark Brendanawicz, Aziz Ansari trong vai Tom Haverford, Nick Offerman trong vai Ron Swanson, Aubrey Plaza trong vai April Ludgate, Chris Pratt trong vai Andy Dwyer, Adam Scott trong vai Ben Wyatt, Rob Lowe trong vai Chris Traeger, Jim O'Heir trong vai Garry "Jerry" Gergich, Retta trong vai Donna Meagle và Billy Eichner trong vai Craig Middlebrooks.
Các biên kịch đã nghiên cứu chính trị địa phương của California cho loạt phim này, và tham khảo ý kiến của các nhà quy hoạch đô thị và các quan chức được bầu. Nhân vật Leslie Knope đã trải qua nhiều thay đổi lớn sau mùa đầu tiên, trước phản hồi của khán giả rằng nhân vật này có vẻ không thông minh và "ngố tàu". Đội ngũ biên kịch đã lồng ghép các sự kiện hiện tại vào các tập phim, chẳng hạn như việc chính phủ đóng cửa ở Pawnee lấy cảm hứng từ cuộc khủng hoảng tài chính toàn cầu 2007–08 ngoài đời thực. Các nhân vật chính trị ngoài đời thực đã có cameo trong một số tập phim, ví dụ như John McCain, Michelle Obama và Joe Biden.
Parks and Recreation đã từng là một phần của chương trình "Comedy Night Done Right" của NBC trong khung giờ vàng tối thứ Năm. Loạt phim đã nhận được nhiều đánh giá trái chiều trong mùa đầu tiên (bao gồm cả sự so sánh với The Office, một loạt phim sitcom cũng do Daniels và Schur sản xuất), nhưng sau khi giọng điệu và hình thức của nó được tiếp cận lại, phần thứ hai và các phần tiếp theo đã được hoan nghênh rộng rãi. Trong suốt quá trình phát sóng, Parks and Recreation đã nhận được một số giải thưởng và đề cử, bao gồm 14 đề cử Giải Primetime Emmy (hai đề cử cho Phim hài xuất sắc), một giải Quả cầu vàng cho màn trình diễn của Poehler và một đề cử cho Giải Quả cầu vàng cho Phim truyền hình xuất sắc nhất - Nhạc kịch hoặc Hài kịch. Trong danh sách cuối năm 2012 của Time, Parks and Recreation được vinh danh là phim truyền hình số một của năm đó. Vào năm 2013, sau khi nhận được bốn đề cử liên tiếp ở hạng mục này, Parks and Recreation đã giành được Giải thưởng của Hiệp hội các nhà phê bình truyền hình cho Thành tích xuất sắc trong phim hài.

## Nội dung
Leslie Knope, một quan chức cấp trung, mong muốn giúp Ann, một y tá địa phương, chuyển đổi một công trường xây dựng không được sử dụng thành một công viên cộng đồng. Tuy nhiên, cô phải đối phó với những thủ tục phức tạp và những người hàng xóm tự cho mình là trung tâm.

## Tập phim
| Mùa | Mùa          | Số tập       | Số tập       | Phát sóng gốc       | Phát sóng gốc       | Xếp hạng | Khán giả (triệu người) |
| Mùa | Mùa          | Số tập       | Số tập       | Phát sóng lần đầu   | Phát sóng lần cuối  | Xếp hạng | Khán giả (triệu người) |
| --- | ------------ | ------------ | ------------ | ------------------- | ------------------- | -------- | ---------------------- |
|     | 1            | 6            | 6            | 9 tháng 4 năm 2009  | 14 tháng 5 năm 2009 | 96       | 6.00                   |
|     | 2            | 24           | 24           | 17 tháng 9 năm 2009 | 20 tháng 5 năm 2010 | 108      | 4.60                   |
|     | 3            | 16           | 16           | 20 tháng 1 năm 2011 | 19 tháng 5 năm 2011 | 116      | 5.10                   |
|     | 4            | 22           | 22           | 22 tháng 9 năm 2011 | 10 tháng 5 năm 2012 | 134      | 4.40                   |
|     | 5            | 22           | 22           | 20 tháng 9 năm 2012 | 2 tháng 5 năm 2013  | 111      | 4.06                   |
|     | 6            | 22           | 22           | 26 tháng 9 năm 2013 | 24 tháng 4 năm 2014 | 115      | 3.76                   |
|     | 7            | 13           | 13           | 13 tháng 1 năm 2015 | 24 tháng 2 năm 2015 | 119      | 4.57                   |
|     | Tập đặc biệt | Tập đặc biệt | Tập đặc biệt | 30 tháng 4 năm 2020 | 30 tháng 4 năm 2020 | —        | 3.64                   |